# Schloss Oberthal

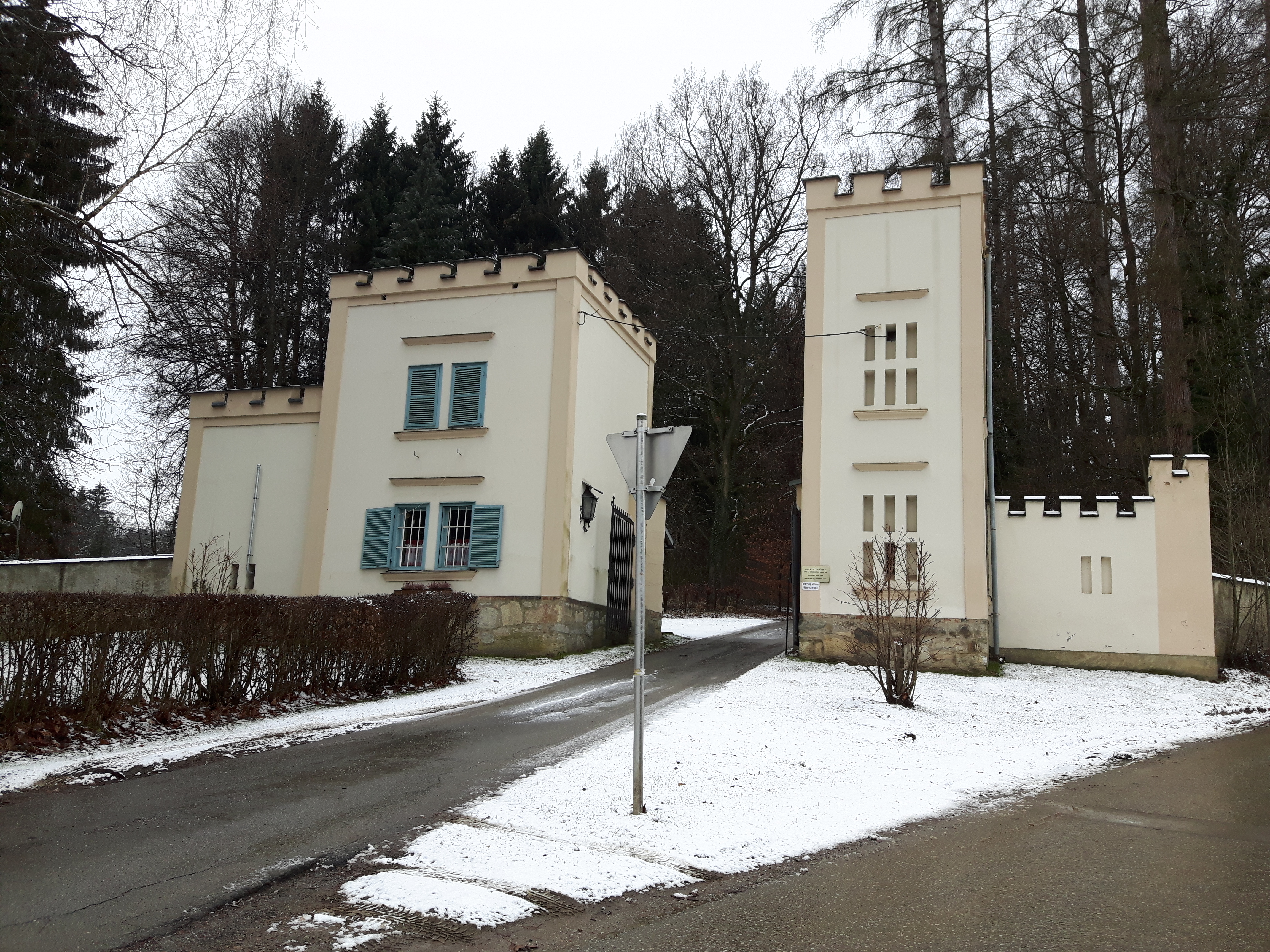
Der äußere Torbau an der Zufahrtsstraße zum Schloss

Das Schloss Oberthal liegt in der Gemeinde Thal in der Steiermark. Seine Geschichte reicht bis in die erste Hälfte des 13. Jahrhunderts zurück. Heute ist es in Privatbesitz.

## Lage
Das Schloss steht auf dem östlichen Abhang des Kogelwaldes, eines niedrigen Höhenrückens im südwestlichen Teil der Gemeinde Thal. Es hat die Adresse Schlossallee 2.

## Geschichte

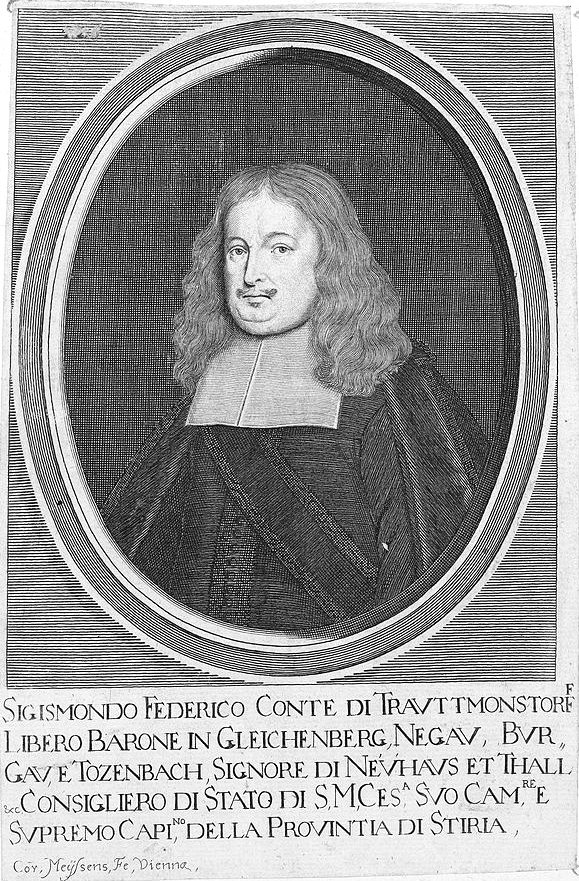
Siegmund Friedrich von Trauttmansdorff, Landeshauptmann der Steiermark

Ursprünglich befand sich an der Stelle des Schlosses gegen Ende des 14. Jahrhunderts ein einfacher Bauernhof, der zur Burg Waldsdorf gehörte. Die erste urkundliche Erwähnung des Hofes stammt aus dem Jahr 1322. Als mit Ulrich von Waldsdorf der letzte der Herren von Waldsdorf in der ersten Hälfte des 14. Jahrhunderts starb, verkaufte seine Witwe die Burg mitsamt dem Hof an die Herren von Windisch-Graetz. Diese bauten den Hof zu einem Edelsitz aus, der Oberthal genannt wurde. 1443 ging der Hof Oberthal an Ruprecht von Windisch-Graetz, während die heutige Burg Unterthal an seinen Bruder Sigmund kam.
Durch einen Einfall der Türken im Jahr 1532 dürfte Oberthal zerstört worden sein, da es 1542 als öde bezeichnet wurde. 1563 wurde unter Erasmus von Windisch-Graetz ein größerer Umbau durchgeführt. Erasmus Sigmund Freiherr von Windisch-Graetz verkaufte das Anwesen 1605 an Bernhard Walter von Walthersweil. Da dieser mit den Einkünften der Herrschaft nicht zufrieden war, verkaufte er sie an Philibert Schranz. Von diesem ging das Gut 1624 an Siegmund Friedrich von Trauttmansdorff, welcher von 1660 bis 1674 steirischer Landeshauptmann war. Im Jahr 1660 beauftragte Trauttmansdorff den Baumeister Domenico Rossi mit einem großzügigen Umbau des Anwesens. Im Zuge des Umbaus wurden hinter dem Schloss ein Park im französischen Stil angelegt.
1798 erwarb Leopold von Warnhauser das Schloss Oberthal von der Familie Trauttmansdorff. Zwischen 1841 und 1905 saßen die Freiherren von Walterskirchen auf dem Schloss. Unter ihrer Herrschaft wurde das Schloss 1846 im Stil der englischen Gotik umgebaut. Den Herren von Walterskirchen folgte 1905 eine slowenische Holzhandelsfirma und um 1935 der österreichische Handelsminister Friedrich Schuster im Besitz nach. Schuster ließ das vernachlässigte Schloss renovieren und ließ die historistischen Anbauten des 19. Jahrhunderts entfernen, so dass wieder der ursprüngliche barocke Stil erkennbar wurde. Auch der Arkadenhof wurde im Stil der Renaissance renoviert. 1940 erwarb der Hamburger Reeder John Theodor Essberger Oberthal, was dazu führte, dass es als Deutsches Eigentum nach Ende des Zweiten Weltkrieges von den Russen und später von den Engländern besetzt wurde. Bis 1955 war im Schlossgebäude die britische Kommandantur eingerichtet und bis 1957 war ein Teil des Gebäudes an die englische Botschaft vermietet. 1958 ging das Schloss Oberthal wieder an seinen ursprünglichen Besitzer zurück und befindet sich heute im Besitz seiner Nachkommen, der Familie von Rantzau-Essberger.

## Beschreibung

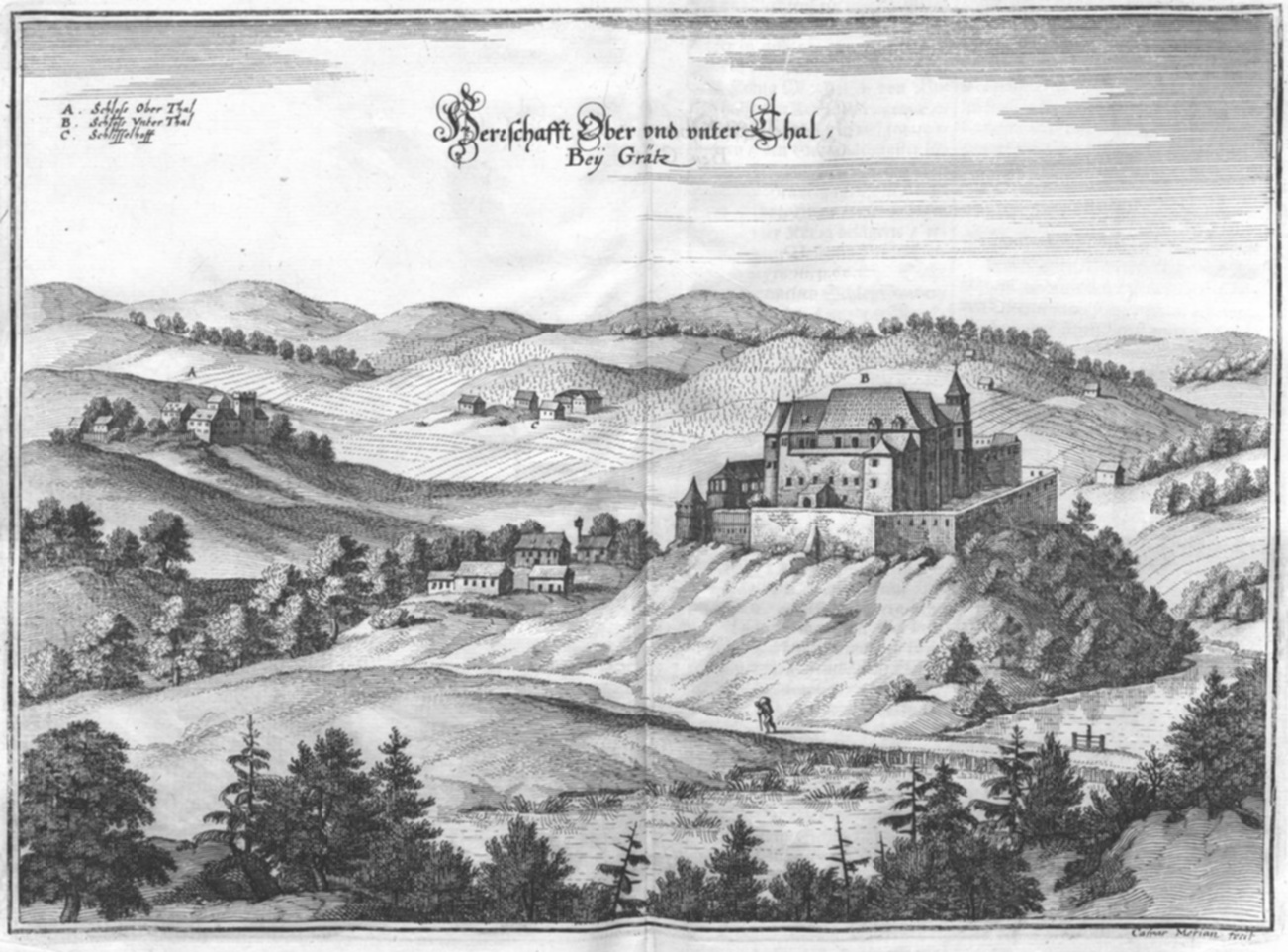
Die Burg 1679

Das Schloss ist eine im Kern aus dem 17. Jahrhundert stammende Vierflügelanlage. Sie hat einen zinnenkranzbewehrten Torturm, der genauso wie der ebenfalls mit Zinnen versehen äußere Torbau aus dem 19. Jahrhundert stammt. An der nördlichen Gebäudeseite befinden sich zwei deutlich vortretende, in der ersten Hälfte des 19. Jahrhunderts nach englischer Art umgestaltete, achteckige Ecktürme. Über dem, zum Innenhof führenden rustizierte Rundbogenportal befindet sich eine 1661 angebrachte Inschrift, welche auf die unter Sigmund Friedrich von Trauttmansdorff durchgeführten Umbauten hinweist. Darüber findet man in einem gebrochenen Ziergiebel das Wappen des Bauherrns. Der Arkadenhof wird an drei Seiten von dreigeschoßigen Säulengängen umgeben und wurde im 19. Jahrhundert im Renaissancestil renoviert. Ein Hofportal wird auf das Jahr 1563 datiert und weist einen 1515 eingemauerten Rotmarmorstein des Bischofs Andreas von Trauttmansdorff auf. Aus der Zeit um 1563 existiert ein unterirdischer, in Richtung Graz führender Gang, der nur mehr einige hundert Meter begehbar ist.
In den Repräsentationsräumen befinden sich Gemälde aus dem 17. und 18. Jahrhundert. Der Speisesaal ist mit Geweihen, Rüstungen und Waffen ausgestattet. Die mit Stuckdekor verzierte, dem heiligen Johannes dem Täufer geweihte barocke Schlosskapelle wurde 1656 erbaut und hat ein Altarbild mit der Taufe Jesu Christi aus derselben Zeit. An die Kapelle schließen zwei Räume mit Stuckdecken aus der Mitte des 17. Jahrhunderts an. Zusätzlich befinden sich in diesen Räumlichkeiten in die Wand eingelassene Leinwandbilder.
Das Schloss wird von einem weitläufigen, von einer Mauer eingegrenzten französischen Park mit Grotten und einem Lusthaus aus der Mitte des 17. Jahrhunderts umgeben.

## Treibjagd
Am 26. Dezember 2015 protestierten Tierschützer mit Plakaten gegen eine am Areal des Schlosses stattfindende Treibjagd auf im Burgenland gezüchtete Fasane. Auch Anrainer sind dagegen, etwa wegen des Lärms.